# آند (شیمی)

آنُد روی در سلول گالوانی

آنُد (به انگلیسی: Anode)، الکترودی که جریان الکتریکی از طریق آن وارد دستگاه الکتریکی (electrical device) قطبیده می‌گردد.
به صورت عامیانه در یک باتری الکترود منفی را کاتد و الکترود مثبت را آند می‌نامند اما در واقع آند الکترودی است که در یک مجموعه دو الکترودی (داخل محلول الکترولیت)، الکترون از دست می‌دهد یا جریان الکتریکی (جریان الکتریکی به صورت قراردادی مخالف جهت حرکت الکترون می‌باشد) به آن وارد می‌شود. در نتیجه در یک باتری که در حال دشارژ شدن است (در حال مصرف شدن) قطب منفی آند و در یک باتری که در حال شارژ شدن است قطب مثبت آند نامیده می‌شود.